# Marta Chodorowska
Marta Chodorowska (ur. 1 listopada 1981 w Sztumie) – polska aktorka.

## Życiorys
Absolwentka iławskiego Liceum Ogólnokształcącego im. Stefana Żeromskiego, policealnego Lart Studio w Krakowie. W 2005 roku ukończyła studia na Akademii Teatralnej w Warszawie. Debiutowała w kinie w filmie Powiedz to, Gabi rolą Gabi. Gościnnie związana z Teatrem Narodowym, w którym debiutowała w spektaklu Agnieszki Glińskiej 2 maja. W latach 2006–2016 grała Klaudię Kozioł w serialu Ranczo.
Chodorowska zagrała rolę Anny w spektaklu Testament cnotliwego rozpustnika w Teatrze Kamienica, rozżalonej i zbuntowanej dziewczyny, która po śmierci matki próbuje ustalić kto jest jej ojcem. Chodorowska wcieliła się również w rolę Agaty Czuby w radiowym słuchowisku W Jezioranach.

## Życie prywatne
18 lipca 2014 roku urodziła syna – Władysława.

## Filmografia
- 2003: Powiedz to, Gabi jako Gabi
- 2004–2005: Pensjonat pod Różą jako Ania (odc. 2 i 89)
- 2005: Na dobre i na złe jako Misia, panna młoda (odc. 237)
- 2005: Klinika samotnych serc jako Magda Kubicz, córka Barbary i Grzegorza
- 2006: Wszyscy jesteśmy Chrystusami jako Beata Chałkowska-Miauczyńska, żona Adasia w młodości
- 2006–2009, 2011–2016: Ranczo jako Klaudia Kozioł
- 2006: Magda M. jako Klaudia Cisowska, narzeczona Norberta (odc. 41)
- 2006: Kryminalni jako Kasia (odc. 58)
- 2006: Emilka płacze jako Emilka
- 2007: Z miłości jako Ewelina
- 2007: Ranczo Wilkowyje jako Klaudia Kozioł, córka wójta
- 2007: Hela w opałach jako Julia, córka Władka (odc. 29)
- 2007: Ekipa jako przewodniczka w Zoo (odc. 11)
- 2008: Tylko miłość jako pielęgniarka
- 2008: 0_1_0 jako Marta, żona Jacka
- 2009: Świat według Kiepskich jako młoda Halina (odc. 320)
- 2009: Sprawiedliwi jako Barbara Kowalska w młodości
- 2009–2012: Barwy szczęścia jako Klaudia Nowakowska, kochanka Waldemara Rybińskiego
- 2010, 2020–2021: Usta usta jako Marta, siostra Izy (odc. 5, 39, 46)
- 2010: Hotel 52 jako Ewa Targowska (odc. 10)
- 2011: Ojciec Mateusz jako Agnieszka Muszyńska (odc. 78)
- 2012: Prawo Agaty jako Magda (odc. 24)
- 2013–2015: Na Wspólnej jako Nikita
- 2016: O mnie się nie martw jako Agata Drabik (odc. 58)
- 2017: Komisarz Alex jako nauczycielka Maria (odc. 126)
- od 2017: Pierwsza miłość jako Marzena Lisiak
- 2018: Za marzenia jako sekretarka ojca Anki (odc. 12)
- 2018: Na dobre i na złe jako Ewa Trelińska, żona Marka (odc. 713)
- 2018: 7 uczuć jako macocha Ryszka
- 2020: Korona królów jako Hanka z Korczyna
- 2021: Kuchnia jako Agata, siostra Wiki (odc. 9, 10)
- 2022: Lulu jako Maja Bratek
- od 2022: M jak miłość jako Julia Malicka[4]